# Читаем «Блокадную книгу»
«Чита́ем „Блока́дную кни́гу“» — документальный телевизионный фильм режиссёра Александра Сокурова на основе хроники, написанной Даниилом Граниным и Алесем Адамовичем в соавторстве. В сентябре 2009 года состоялся внеконкурсный показ фильма на 66-м Венецианском кинофестивале.

## Сюжет
Несколько десятков петербуржцев разных профессий и возрастов перед камерой в телестудии читают «Блокадную книгу» Даниила Гранина и Алеся Адамовича: каждый по одному-двум отрывкам. В числе читающих и известные лица, например Олег Басилашвили и Лариса Малеванная. Читающие почти не вкладывают своих эмоций в прочтение, так как отрывки сами по себе содержат то, что трогает зрителя. Постепенно напряжение и тяжесть от слышимого и представляемого нарастает и близится к финалу — освобождению города от блокады огромной ценой.
Картина заканчивается зимней Дворцовой площадью современного Санкт-Петербурга, на которой происходит светотехническое шоу «Венок памяти» авторства самого Сокурова: огромные лучи, похожие на световые столбы противовоздушной обороны, работавшие здесь же во времена блокады, взмывают в чёрное зимнее небо Петербурга. В этот момент, после долгого звучания симфонии, вступает голос самого Александра Сокурова, подводящего свою черту: «История никуда не уходит, она рядом».

## В фильме участвуют
- Александр Сокуров, кинорежиссёр
- Майя Клименко, житель блокадного Ленинграда
- Любовь Михайлова, инженер по гражданскому строительству
- Юлия Минутина, координатор движения «Живой город»
- Майя Клименко, житель блокадного Ленинграда
- Сергей Барковский, актёр
- Надежда Гусарова, журналист
- Иван Краско, актёр
- Михаил Черняк, актёр, режиссёр
- Сергей Скороходов, оперный певец
- Евдокия Тимофеева, научный сотрудник Музея политической истории России
- Артём Суслов, поэт
- Елена Штопфен, поэтесса
- Виктор Костецкий, актёр
- Михаил Захаров, курсант
- Римма Жеглова, житель блокадного Ленинграда
- Ольга Антонова, актриса
- Александр Сенин, радиоведущий
- Михаил Морозов, актёр
- Леонид Мозговой, актёр
- Андрей Кузьмин, активист движения «Живой город»
- Александр Глущенко, менеджер
- Михаил Микишатьев, архитектор
- Владимир Кудрин, яхтенный капитан
- Татьяна Орлова, педагог
- Владимир Рецептер, актёр, режиссёр и педагог
- Лариса Малеванная, актриса
- Анастасия Цылина, школьница
- Сергей Лосев, актёр
- Наташа Серова, школьница
- Лев Неймышев, гимназист
- Валерий Кухарешин, актёр
- Алексей Викульев, суворовец
- Александр Потапов, курсант
- Михаил Словачевский, музыкант, виолончелист
- Борис Мошковский, суворовец
- Татьяна Мошкова, студентка
- Марина Мошкова, студентка
- Кирилл Авдеев, старший лейтенант
- Альберт Саральп, владелец галереи
- Вадим Андрейченко, подполковник
- Евгений Анищенко, суворовец
- Александр Потапов, курсант
- Наталья Боровкова, актриса
- Елена Соболева, актриса
- Анна Михайлова, студентка
- Сергей Скороходов, оперный певец
- Мария Симонова, житель блокадного Ленинграда, член общества «Мемориал»
- Борис Аверин, профессор СПбГУ
- Владимир Словачевский, музыкант, виолончелист
- Игорь Мосин, журналист
- Лилиан Наврозашвили, актриса
- Руслан Котенко, режиссёр
- Родион Приходько, актёр
- Григорий Горбунов, полковник
- Михаил Захаров, курсант
- Александр Потапов, курсант
- Юрий Симонов, житель блокадного Ленинграда, член общества «Мемориал»
- Ксения Скачкова, продавец
- Алексей Янковский, кинорежиссёр
- Ксения Ширина, фотограф
- Олеся Сурикова, школьница
- Алексей Неймышев, менеджер
- Олег Басилашвили, актёр
- Михаил Гапонов, диджей
- Пётр Семак, актёр[2]

## Съёмочная группа
- Сценаристы: Алесь Адамович, Даниил Гранин
- Режиссёр-постановщик: Александр Сокуров
- Оператор-постановщик: Александр Тарин
- Художник: Юлия Супрун
- Звукорежиссёры: Николай Алмаев, Вячеслав Архипов
- Редактор и автор литературной композиции: Надежда Гусарова

В фильме использована музыка из произведений: П. Чайковского, М. Глинки, Ф. Листа, Д. Шостаковича, С. Рахманинова, Х. Циммера, Р. Глиэра